# John Davis & the Monster Orchestra
John Davis & the Monster Orchestra foi uma banda dos EUA e que já lançou álbuns pela Epic Records.